# 中本白洲
中本 白洲（なかもと はくしゅう、1948年8月6日 - ）は、日本の書家。書道教育家。篆刻家。本名は中本恒夫(なかもと つねお)。愛媛県松山市（旧 温泉郡中島町畑里）出身。

## 経歴
石橋犀水（書道）、古川悟（篆刻）に師事。元日本書道教育芸術院審査員。

現在、株式会社日本書技研究所代表取締役。白洲書道会主幹。ペン字・毛筆フォントの開発・制作を行う。また、Webでの書道・ペン字の学習システムである「ペン字の花道」や「ペン字上達トレーニング」の開発にも携わっている。
NHK『100分de名著』、テレビ朝日『若大将のゆうゆう散歩』等に出演。
株式会社リコー「HG白洲毛筆太楷書」、マイクロソフト社「はがきスタジオ毛筆クリップアート」等、毛筆フォントの開発多数。

## 出演
- 2014.1 (Eテレ)『100分で名著』4回出演、世阿弥に扮して『風姿花伝』の一節を揮毫
- 2014.4 (Eテレ)『100分で名著』壇ふみ朗読の万葉集テロップを揮毫。
- 2014.3テレビ朝日若大将のゆうゆう散歩　加山雄三さんが日本書技・研究所に来訪、白洲フォントのテレビ取材。
- 100分de名著 『100分de日本人論』・題字揮毫

## 作品展 &フォントの開発
- 墨アート展 2016年9月 新宿パークタワー
- 2019.10　『中本白洲 外字大辞典』は、毛筆楷書体にて中本白洲が81,000文字を揮毫したもの。部首と画数、読み方による検索で外字を簡単に検索出来るソフト。
- 2020.2 NSK白洲写経体フォントの字母揮毫・製品発表
- 2020.9　NSK白洲真楷書フォントの字母揮毫・製品発表
- 1985.5　NSK白洲賞状書体フォントの開発